# Top Job!

Top Job! ou La Promotion au Québec (The Promotion) est un film américain écrit et réalisé par Steve Conrad, sorti en 2008.

## Synopsis
Deux candidats pour un poste de direction d'un supermarché, à Chicago, s'opposent pour obtenir le poste. Un des candidats, John C. Reilly, tient le rôle d'un québécois nouvellement arrivé à Chicago.

## Fiche technique
- Titre : Top Job!
- Titre québécois : La Promotion
- Titre original : The Promotion
- Réalisation et scénario : Steve Conrad
- Photographie : Lawrence Sher
- Montage : Myron I. Kerstein et Tim Streeto
- Décors : Martin Whist
- Costumes : Susan Kaufmann
- Musique : Alex Wurman
- Production : Steven A. Jones et Jessika Brosiczky
  - Production exécutive : Christina Varotsis, Bob et Harvey Weinstein
- Société de production : Dimension Films
- Budget : 8 millions de dollars
- Genre : Comédie
- Pays :  États-Unis
- Langues : anglais, espagnol
- Durée : 86 minutes
- Dates de sortie : 
  -  États-Unis : 6 juin 2008 (sortie limitée)
  -  Allemagne : 4 juin 2009
  -  France : 3 mars 2010 (sortie DVD)

## Distribution
- Seann William Scott (V.Q. : Patrice Dubois) : Doug Stauber
- Chris Conrad : Teddy Grahams
- Rick Gonzalez : Ernesto
- Adrian Martinez : Octavio
- Mario Larraza : Edgar
- Geremy Webster : Breden
- Tory O. Davis : Keith
- Fred Armisen (V.Q. : Sébastien Dhavernas) : Scott Fargas
- Bobby Cannavale : Dr Timms
- Jenna Fischer (V.Q. : Geneviève Désilets) : Jen Stauber
- Richard Henzel (V.Q. : Mario Desmarais) : Haut-parleur motivateur
- John C. Reilly (V.Q. : Benoit Rousseau) : Richard Welhner
- Lili Taylor : Lori Welhner
- Gil Bellows (V.Q. : Denis Roy) : Mitch
- Ithamar Enriquez : Rogelio
- Abby Allen : Christine
- Masi Oka : Agent immobilier
- Jason Bateman (V.Q. : Jean-François Beaupré) : L'hôte
- Steve Park : David Kim
- Anastasia Esper : Sylvia
- Angel Guzman : Javier
- Joshua Eber : Hardy
- Nathan Geist : Donnie Wahls

Source et légende : Version québécoise (V.Q.) sur Doublage Québec.

## Analyse
Cette comédie (produite par le cinéma américain dit 'indépendant') met en cause deux opposants qui sont tous deux ambitieux d'obtenir le même poste.
Un des points particuliers de ce film tient en ce que le film n'entre pas dans une opposition comique entre un 'bon' et un 'mauvais', mais présente bien deux individus en compétition, sur fond comique et dramatique. La référence 'québécoise' aurait été choisi pour une prise de conscience sur la culture américaine, pour un spectateur américain, mais sans nécessairement impliquer de particularités propres à la culture québécoise, autrement qu'afin d'apporter un certain exotisme.
Un autre défi du film est d'amalgamer harmonieusement les moments réellement hilarants aux moments plus dramatiques. Steve Conrad confie que son film est un peu sur le modèle de ceux de Chaplin où le comique est utilisé tout en portant à une certaine réflexion sur un sujet sérieux. Pour "La promotion", l'aspect sérieux sous-jacent à cette comédie gravite autour des conditions de certains emplois intermédiaires, et ingrats, dans notre structure sociale. En effet, Steve Conrad avoue avoir pensé à son film après avoir vu un assistant gérant dont un peu tout le monde ne se préoccupait guère : du gang de rue qui gêne l'accès au commerce et qu'on doit convaincre de se disperser avec un « et que peut-on faire pour vous être agréable aujourd'hui », au patron qui assigne des tâches sans être conscient qu'il ne donne pas les moyens pour accomplir ce qui est demandé, sans oublier le concierge ou l'agent de sécurité qui ne voient en l'assistant qu'un patron de seconde classe, pas assez futé pour être le véritable patron. Steve conclut que son film est un peu à propos de ces emplois qu'on occupe, mais dont personne n'a jamais rêvé occuper.